# 劉燁 (劉宋)
臨川哀王劉燁（5世紀—453年），字景舒，臨川康王劉義慶之子。

## 生平
元嘉二十一年（444年），父親劉義慶於京邑逝世，劉燁嗣位為臨川王，官至通直郎。元嘉三十年（453年），元兇劉劭弒父自立，因前與劉燁有宿怨，將他與長沙王劉瑾、劉瑾弟劉楷、桂陽侯劉覬、新渝侯劉球下獄並殺死。孝武帝劉駿即位後，追贈劉燁為散騎常侍，諡號為哀。由其子劉綽嗣位為臨川王。
刘烨另一子刘绾早逝。